# Водзицкий, Михаил
Михаил из Гранова Водзицкий (3 октября 1687 — 1 января 1764, Варшава) — римско-католический и государственный деятель Речи Посполитой, епископ пшемысльский с 22 сентября 1760 года по 1 января 1764 год, подканцлер коронный (1746).

## Биография
Представитель польского рода Водзицких герба «Лелива». Сын краковского мещанина Яна Вавринца Водзицкого, владельца Рогова.
Аббат червиньский (с 1746) и могильский (с 1752), каноник сандомирский (с 1709), схоластик ленчицкий, каноник краковский (с 1713), администратор краковского епископства, декан краковский (1731), владелец (дидич) Прокоцима (район Кракова).
В 1746 году Михаил Водзицкий получил должность подканцлера коронного. 22 января 1760 года Святой Престол назначил его епископом Пшемысля. 12 апреля 1761 года состоялось был рукоположение в епископа, который совершил киевский епископ Юзеф Анджей Залуский.

## Награды
Кавалер Ордена Белого орла (1735).